# Circaea repens
Circaea repens är en dunörtsväxtart som beskrevs av Nathaniel Wallich. Circaea repens ingår i släktet häxörter, och familjen dunörtsväxter. Inga underarter finns listade i Catalogue of Life.